# تالاکیریاگما
تالاکیریاگما (به لاتین: Talakiriyagma) یک منطقهٔ مسکونی در سری‌لانکا است که در استان مرکزی (سری‌لانکا) واقع شده‌است.